# CBS Building
CBS Building alternativt Black Rock är en skyskrapa som ligger utmed gatan Avenue of the Americas/Sixth Avenue på Manhattan i New York, New York i USA.
Byggnaden uppfördes 1965 som en fastighet för kontorsverksamhet. Den är 150 meter hög och har 38 våningar.